# Josef Wiedemann (Komponist)
Josef Wiedemann (* 26. Dezember 1828 in Kvítkov (Böhmen); † 3. September 1919 in Prag)  war ein österreichischer Militärkapellmeister und Komponist.

## Leben
Josef Wiedemann wurde 1848 Musiker in der Militärmusik des k. u. k. Infanterie-Regiments Nr. 42. Von 1854 bis zu seiner Pensionierung im Jahr 1896 war er dort als Kapellmeister tätig. Mit diesem Regiment war er von 1866 bis 1871 in Wien stationiert und trat dort bei zahlreichen privaten Konzerten und Tanzveranstaltungen auf. So wirkte sein Orchester 1867 auch an der Uraufführung des Walzers An der schönen blauen Donau im Rahmen der Faschings-Liedertafel des Wiener Männergesang-Vereins mit; die musikalische Leitung hatte dabei allerdings der damalige Chormeister des Wiener Männergesangs-Vereines, Rudolf Weinwurm, inne. Zudem war Wiedemann Gründungsmitglied des Kapellmeister-Pensionsvereines.
Wiedemann war Träger zahlreicher Auszeichnungen, unter ihnen das Goldene Verdienstkreuz erster Klasse des Ernst August-Ordens, das Silberne Verdienstkreuz des Großherzoglich Mecklenburgischen Hausordens der Wendischen Krone und das Goldene Verdienstkreuz mit der Krone.
Wiedemann war verheiratet und hatte zwei Söhne.

## Werke
Wiedemann ist heute vor allem für seine Marschkompositionen bekannt. Besondere Bedeutung erlangte der Wagram-Marsch, der seit 1960 als Traditionsmarsch der Theresianischen Militärakademie und des Gardebataillons des Österreichischen Bundesheeres Verwendung findet. Außerdem verfasste Wiedemann zahlreiche Potpourris, Quadrillen und Polkas nach Opern- und Operettenmotiven, vor allem von Offenbach.
- 1860 Quadrille über russische Zigeuner-Lieder
- 1866 Braunecker Schäfer-Quadrille op. 1
- 1866 Nachtschwärmer op. 2, Polka française
- 1866 Anna-Polka op. 3
- 1860 Malwina op. 4, Polka tremblante
- 1866 Masken-ball-Rendezvous op. 5, Polka française
- 1866 Die flotte Susi op. 6, Polka schnell
- 1866 Die fesche Katherl, Polka
- 1867 Donato Walzer op. 7
- 1867 Die flotte Gabriele, Polka schnell
- 1867 Eine Silvesternacht, Potpourri
- 1867 Festmarsch
- 1867 Narren Galopade, Galopp
- 1867 Neueste Nachrichten, großes Potpourri
- 1867 Österreich über Alles, Marsch
- 1867 Petite mais choise, Polka française
- 1867 Wanderung des Ballchronisten, Walzer-Potpourri
- 1868 Bundesschützenfest-Marsch
- 1868 Die Flotte, Polka schnell
- 1868 Dithyrambe, Polka mazur
- 1868 Etwas Kleines, Potpourri
- 1868 Giskra-Marsch
- 1868 Großes Potpourri
- 1868 Hannoveranischer Fest-Bankett-Marsch
- 1868 Hannoveranischer Festmarsch
- 1868 La révérence, Polka française
- 1868 Miscellen, großes Potpourri mit Euphonium-Solo
- 1868 Prinz Napoleon-Marsch
- 1868 Reverenzen, Polka française
- 1868 Schnell Polka
- 1868 Schützenmarsch (Ein Schütz bin ich)
- 1869 Brucker Lager, Polka
- 1869 Deutscher Journalisten Festmarsch
- 1869 Die Ballkönigin, Polka française
- 1869 Die schöne Anna, Polka mazur
- 1869 Einjährig Freiwilligen, Marsch
- 1869 Havana’sches Volkslied
- 1869 Kaiser Max-Erinnerungs-Marsch
- 1869 Mexikanischer Marsch
- 1869 Musikalische Reiseabenteuer, Potpourri
- 1869 Offenbachiana, Potpourri
- 1869 Orchesterwerbung, Potpourri
- 1869 Sardanapal-Quadrille
- 1869 Stadtpark-Promenade-Marsch
- 1869 Theresien-Fest-Marsch
- 1869 Viktoria Marsch
- 1869 Was sich liebt, das neckt sich, Polka française
- 1869 Wiener Plaudereien, Potpourri
- 1870 Annen, Polka mazur
- 1870 Die Neutrale, Polka française
- 1870 Freiwilligen Herzen, Walzer
- 1870 Freiwilligen Schritt, Polonaise
- 1870 Japanesischer Marsch
- 1870 Lucia, Polka française
- 1870 Melodien Bazar, Potpourri
- 1870 Neue Welt, Marsch
- 1870 Neujahrsgruß, Polka française
- 1871 Freiwilligen Muth, Polka française
- 1871 Indigo Marsch
- 1871 Souvenir, Polka mazur
- 1872 Die Grille, Polka française
- 1872 Kränzchen-Bouquett, Polka mazur
- 1872 Leitmeritzer Stammblätter, Potpourri
- 1872 Unter vier Augen, Polka française
- 1873 Brigade Marsch
- 1873 Im schönen Elbethal, Walzer
- 1874 Jubiläums-Marsch
- 1874 Nebelhorn, Polka schnell
- 1875 Die Tetschnerin, Polka française
- 1875 Die Tetschnerin, Quadrille
- 1875 Entrevue, Marsch
- 1876 Die Karlsbader, Walzer
- 1877 Fledermaus, Marsch
- 1877 Kri-Kri, Polka schnell
- 1878 Melníker Lagermarsch
- 1878 Musikalische Debatte, Potpourri
- 1879 Plausch net Pepi!, Potpourri
- 1879 Prager Fasching, Polka tremblante
- 1880 Turner Marsch
- 1882 Teplitz-Schönauer-Saison-Marsch
- 1884 Kamilla, Polka française
- 1884 Polonaise concertant für zwei Flügelhörner
- 1885 Arabesken, Potpourri
- 1885 Wagram-Marsch op. 60 (auch als 42er-Regimentsmarsch oder Wagramer Grenadiermarsch bekannt)
- 1885 Polka für Xylophon’s
- 1885 Toast-Klänge, Polka schnell
- 1892 Baron König, Marsch
- 1894 Der kleine Corporal, Marsch
- 1897 Abschiedsgruß op. 98, Marsch
- 42er in Tirol
- Avantgarde-Marsch[2]
- Frühlingsgruß, Marsch
- Jahres Abschied, Marsch
- Kameradenmarsch
- Regiments Fest Marsch
- Schützengruß, Marsch
- Unter den Oliven, Marsch